# Parti socialiste d'Albanie
Le Parti socialiste d'Albanie (en albanais Partia Socialiste e Shqipërisë, PSSH) est un parti politique albanais, d'idéologie socialiste, créé en 1991. Le parti est l'héritier du Parti du travail d'Albanie, parti unique de la république populaire socialiste d'Albanie. Toujours au pouvoir en 1991, le Parti du travail s'est autodissout pour devenir le Parti socialiste. Il a perdu les élections anticipées de 1992.
Il fait partie de l'Internationale socialiste. Il a comme symbole la rose au poing, proche de celle du Parti socialiste français.
Bien qu’officiellement socialiste, le parti est proche des milieux d'affaires et, au pouvoir, conduit une politique économique néolibérale considérée comme plus à droite que celle des gouvernements issus du Parti démocrate d'Albanie.

## Histoire
L'Albanie a basculé en 1997 dans une quasi-guerre civile provoquée par l’effondrement de l’économie. Les affrontements ont opposé les militants du Parti socialiste à ceux du Parti démocrate d'Albanie (PDS), faisant au moins 2 000 morts.
Le Parti socialiste d'Albanie dirigeait l'Albanie en 1997, lorsqu'il a remporté les élections législatives avec 52,8 % des voix et 101 députés (sur 155) ; cette victoire a été confirmée, à une échelle réduite, en 2001, avec 41,5 % et 73 députés sur 140. Le Parti socialiste est repassé dans l'opposition en 2005, quand les élections législatives ont été remportées par le PDS.
Lors des élections législatives albanaises de 2017, le Parti socialiste remporte la victoire avec une majorité absolue des sièges.
Pour dénoncer la concentration des pouvoirs entre les mains du PS et la domination exercée par ce parti sur les médias et le système judiciaire, le PDS se retire en février 2019 des travaux parlementaires et boycotte en juin de la même année les élections municipales. Le déroulement de celles-ci a été critiqué par les observateurs électoraux de l'OSCE, lesquels ont relevé que le pouvoir était seul à présenter une candidature dans la majorité des communes et que de très nombreuses irrégularités et pressions sur les électeurs ont été enregistrées.

## Présidents

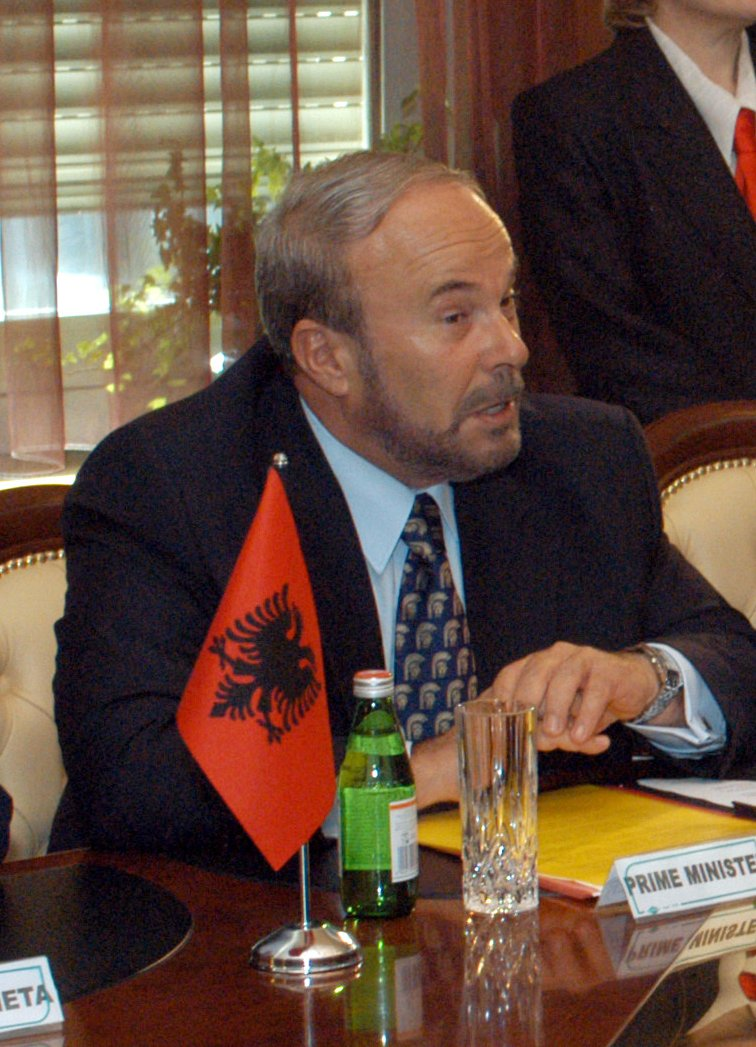
Fatos Nano (1991-2005)
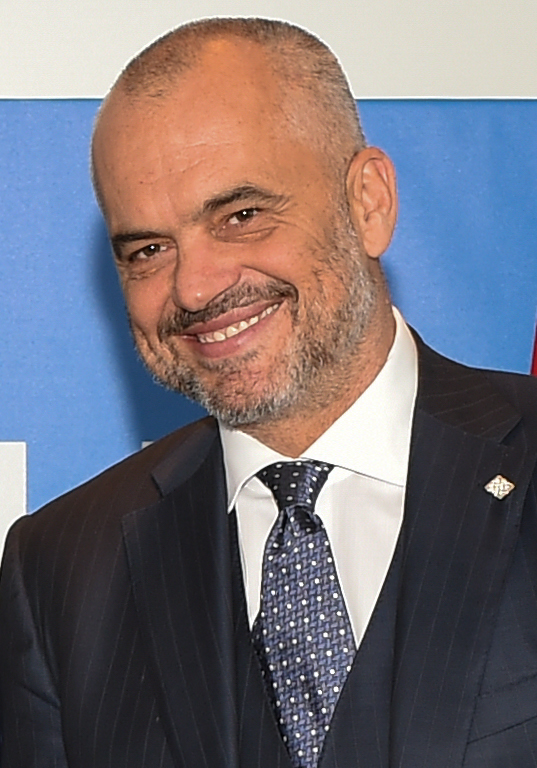
Edi Rama (depuis 2005)

## Résultats électoraux
| Année | Candidat   | Voix    | %      | Sièges    | +/–    | Rang | Position   |
| ----- | ---------- | ------- | ------ | --------- | ------ | ---- | ---------- |
| 1992  | Fatos Nano | 433 602 | 23.70% | 38 / 140  | Stable | 2e   | Opposition |
| 1996  | Fatos Nano | 335 402 | 20.40% | 10 / 140  | 28     | 2e   | Opposition |
| 1997  | Fatos Nano | 413 369 | 31.60% | 101 / 155 | 91     | 1er  | Coalition  |
| 2001  | Fatos Nano | 555 272 | 41.40% | 73 / 140  | 28     | 1er  | Coalition  |
| 2005  | Fatos Nano | 538 906 | 39.40% | 42 / 140  | 31     | 2e   | Opposition |
| 2009  | Edi Rama   | 620 586 | 40.90% | 65 / 140  | 23     | 2e   | Opposition |
| 2013  | Edi Rama   | 713 407 | 41.36% | 65 / 140  | Stable | 1er  | Rama I     |
| 2017  | Edi Rama   | 764 791 | 48.34% | 74 / 140  | 9      | 1er  | Rama II    |
| 2021  | Edi Rama   | 768 177 | 48.68% | 74 / 140  | Stable | 1er  | Rama III   |
| 2025  | Edi Rama   | 802 654 | 52.26% | 83 / 140  | 9      | 1er  |            |